# Plymouth Valiant
Plymouth Valiant – samochód osobowy klasy średniej produkowany pod amerykańską marką Plymouth w latach 1959–1976. 
Przeznaczony głównie na rynek Ameryki Północnej, gdzie był klasyfikowany jako samochód kompaktowy.

## Pierwsza generacja

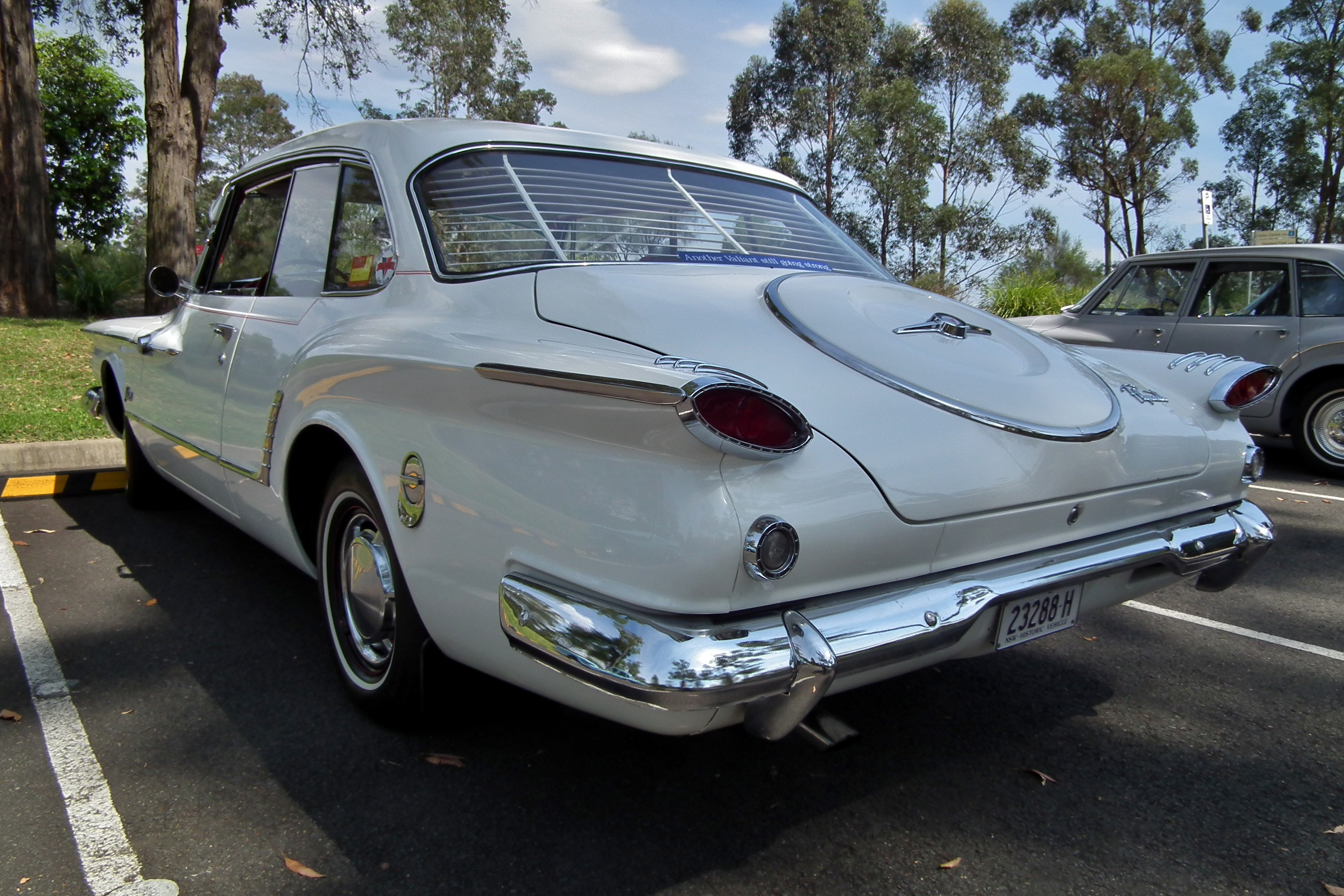
Plymouth Valiant z 1961 - tył

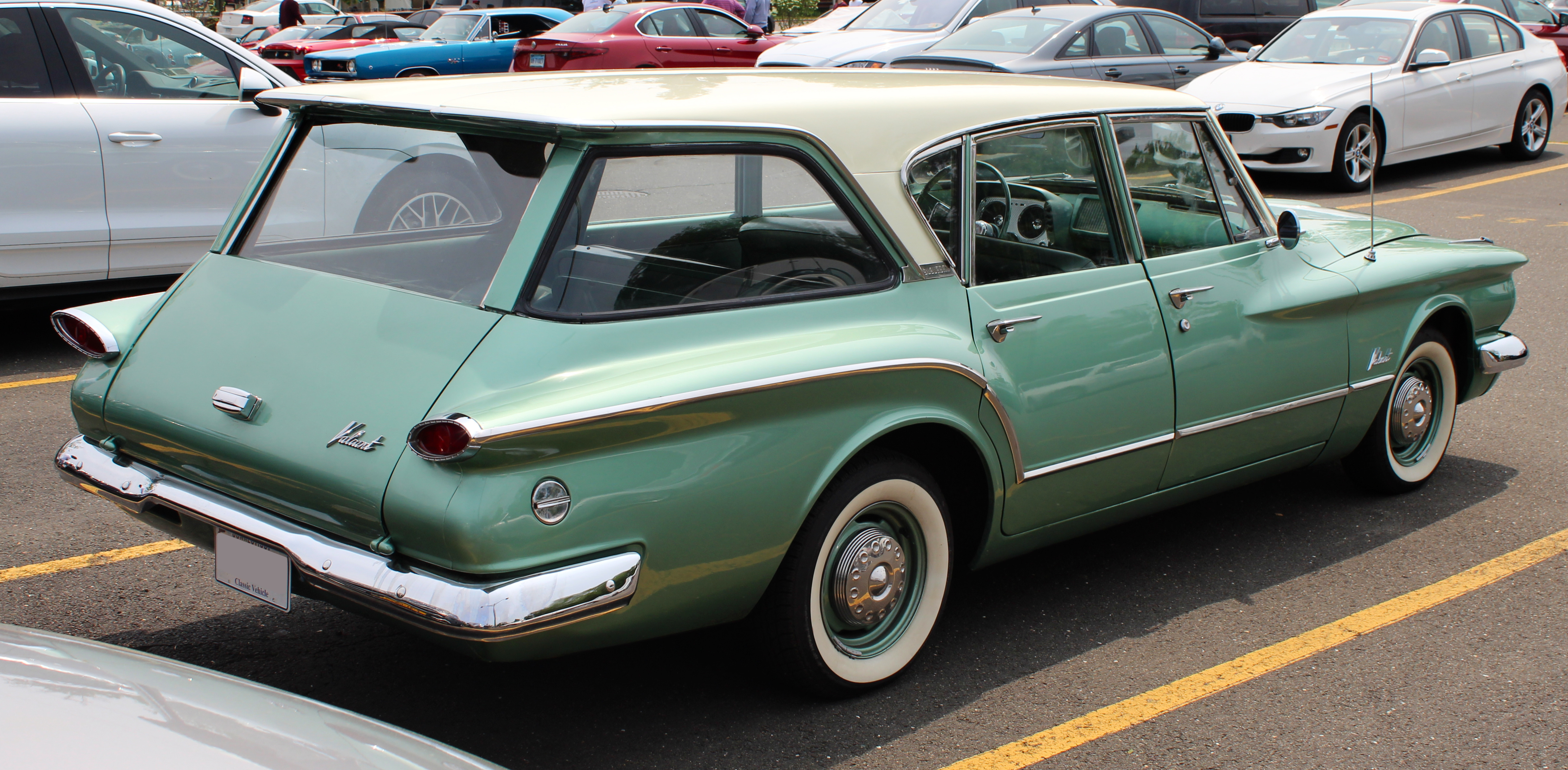
Plymouth Valiant kombi z 1960

Plymouth Valiant I został zaprezentowany po raz pierwszy w 1959 roku, na rok modelowy 1960.
W drugiej połowie lat 50. XX wieku koncern Chrysler rozpoczął prace nad nowym najtańszym modelem w ofercie, który powstał z myślą zarówno o marce Plymouth, jak i Dodge. Efektem był model Valiant, który trafił do sprzedaży w Ameryce Północnej w październiku 1959 roku. Powstał on z uwagi na rosnącą popularność pod koniec lat 50. mniejszych jak na standardy amerykańskie i bardziej ekonomicznych samochodów, określanych na tamtejszym rynku jako segment kompaktowy (compact car). Początkowo reklamowany był jako osobna marka Valiant, sprzedawana w salonach Plymoutha, a od 1961 roku zaliczono go jako model Plymoutha.
Samochód charakteryzował się awangardową stylistyką nadwozia, z wyraźnie zaznaczonymi przednimi i tylnymi nadkolami. Przednią część nadwozia zdobiła duża, trapezowa atrapa chłodnicy, z kolei ostro zakończone tylne nadkola przyozdobniono niewielkimi lampami. Nadwozie miało nowoczesną konstrukcję samonośną.
Istniały dwie wersje wyposażenia i wykończenia: Valiant V100 i wyższa V200. Dostępny był jako 4-drzwiowy sedan i 5-drzwiowe kombi, w odmianach z dwoma lub trzema rzędami siedzeń (trzeci rząd zwrócony do tyłu).
Do napędu używano silników R6, pochylonych o 30° w prawo dla obniżenia maski. Podstawowy silnik miał pojemność 170 cali sześc. (2,8 l) i moc 101 KM, opcjonalny był silnik z gaźnikiem czterogardzielowym o mocy 148 KM. Moc przenoszona była na oś tylną poprzez 3-biegową manualną skrzynię biegów lub opcjonalnie 3-biegową automatyczną. Opony miały rozmiar 6,50×13. Zawieszenie tylne było na resorach wzdłużych, a przednie na wałkach skrętnych. Ceny wynosiły od 2053 dolarów za V100 sedan do 2566 dolarów za V200 kombi. Wyprodukowano ogółem na rynek amerykański 194 292 samochody w pierwszym roku, co stanowiło aż 43,4% sprzedaży Plymoutha.
Głównymi konkurentami samochodu były wprowadzone w tym samym roku samochody Ford Falcon i Chevrolet Corvair, a także starsze Rambler American i Studebaker Lark. Spośród samochodów kompaktowych „wielkiej trójki” Valiant był najcięższy i miał najmocniejszy silnik, stąd miał najlepsze osiągi i prowadzenie (przyspieszenie 14,5 s do 97 km/h), lecz był mniej od nich ekonomiczny.
Na 1961 rok modelowy zmiany były kosmetyczne, natomiast dodano dwudrzwiowe odmiany nadwoziowe: V100 sedan i V200 hardtop. Pojawił się też opcjonalny silnik R6 o pojemności 225 cali sześc. (3,7 l) i mocy 145 KM. Ceny samochodów nieco spadły i wynosiły od 1955 dolarów za dwudrzwiowy sedan V100 i 2016 za czterodrzwiowy do 2425 dolarów za V200 kombi. Wyprodukowano 143 078 sztuk – mniej, niż w poprzednim roku, do czego przyczyniło się także wprowadzenie minimalnie tylko droższego modelu bliźniaczego Dodge Lancer.
Również na 1962 rok modelowy zmiany były niewielkie i obejmowały głównie atrapę chłodnicy. W linii V200 dodano dwudrzwiowy sedan, a hardtop nazwano Valiant Signet 200. Ceny samochodów ponownie spadły i wynosiły od 1930 dolarów za dwudrzwiowy sedan V100 do 2381 dolarów za V200 kombi. Wyprodukowano 157 294 sztuki.

### Silniki
- L6 2.8l Slant-6
- L6 3.7l Slant-6

## Druga generacja

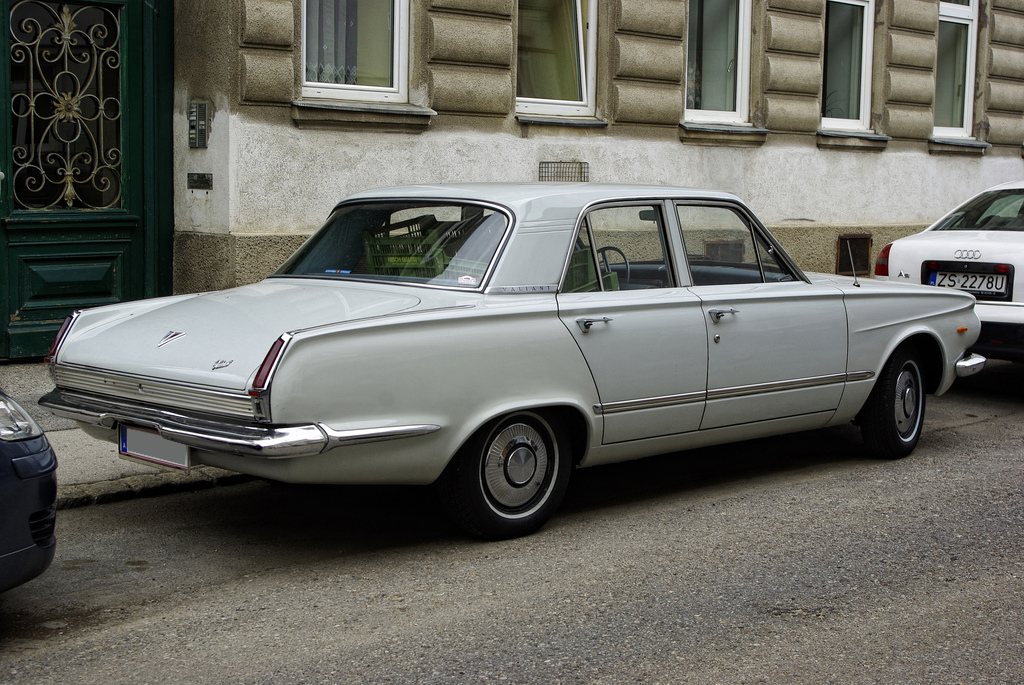
Plymouth Valiant II - tył

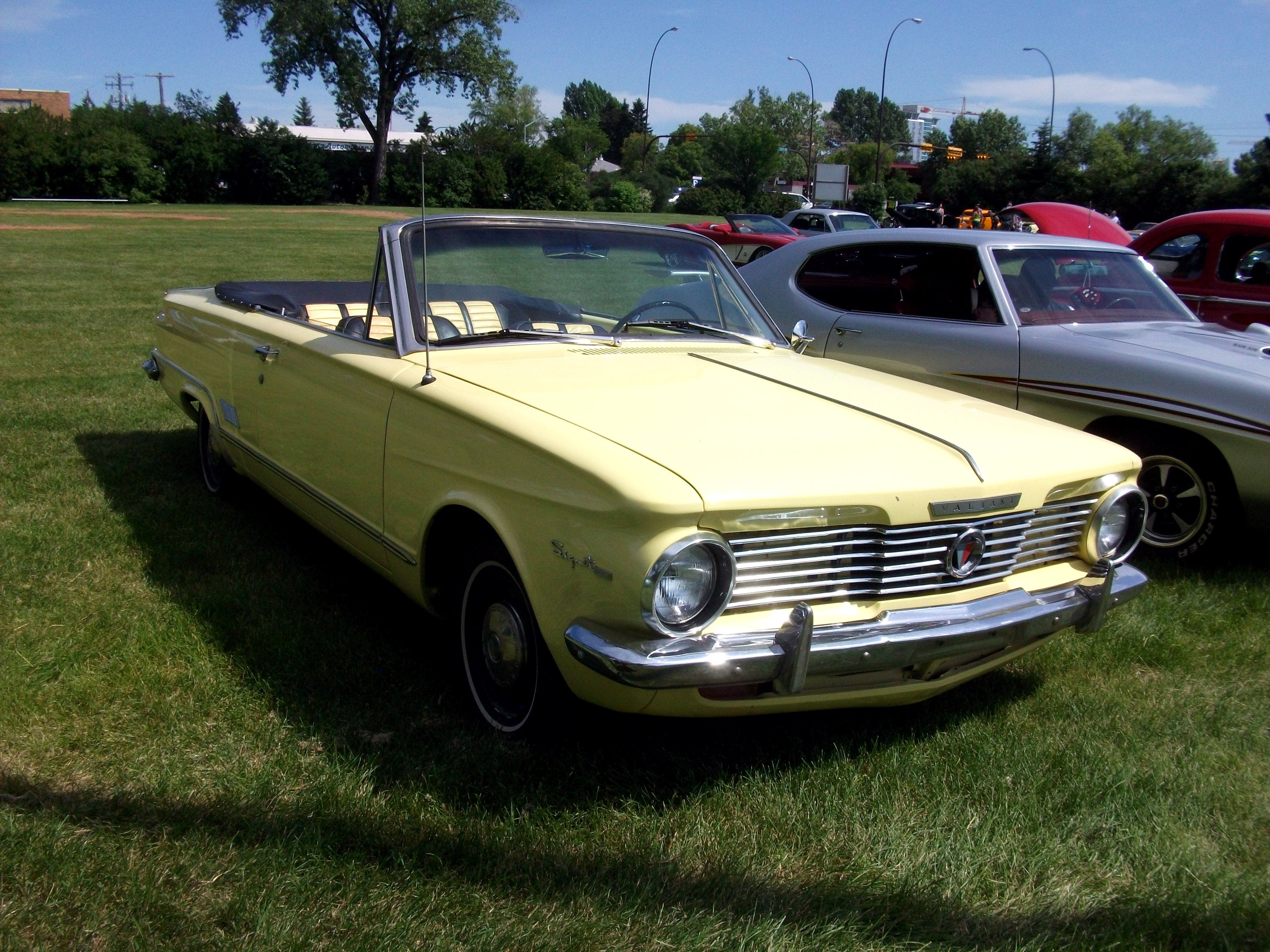
Plymouth Valiant II Cabriolet

Plymouth Valiant II został zaprezentowany po raz pierwszy w 1963 roku.
Druga generacja Plymoutha Valianta powstała jako zupełnie nowa, obszernie zrestylizowana konstrukcja. Samochód utrzymano w mniej awangardowych proporcjach, zyskując foremne kształty nadwozia.
Podobnie jak bliźniaczy model Dodge'a, Valiant II zyskał płynnie poprowadzone linie błotników, podłużną tylną część nadwozia, a także zakrzywione przetłoczenie zaciągnięte u przodu. Tylne błotniki zostały ścięte, zyskując wąskie, pionowe lampy.

### Silniki
- L6 2.8l LG
- L6 3.7l RA
- V8 4.5l LA

## Trzecia generacja

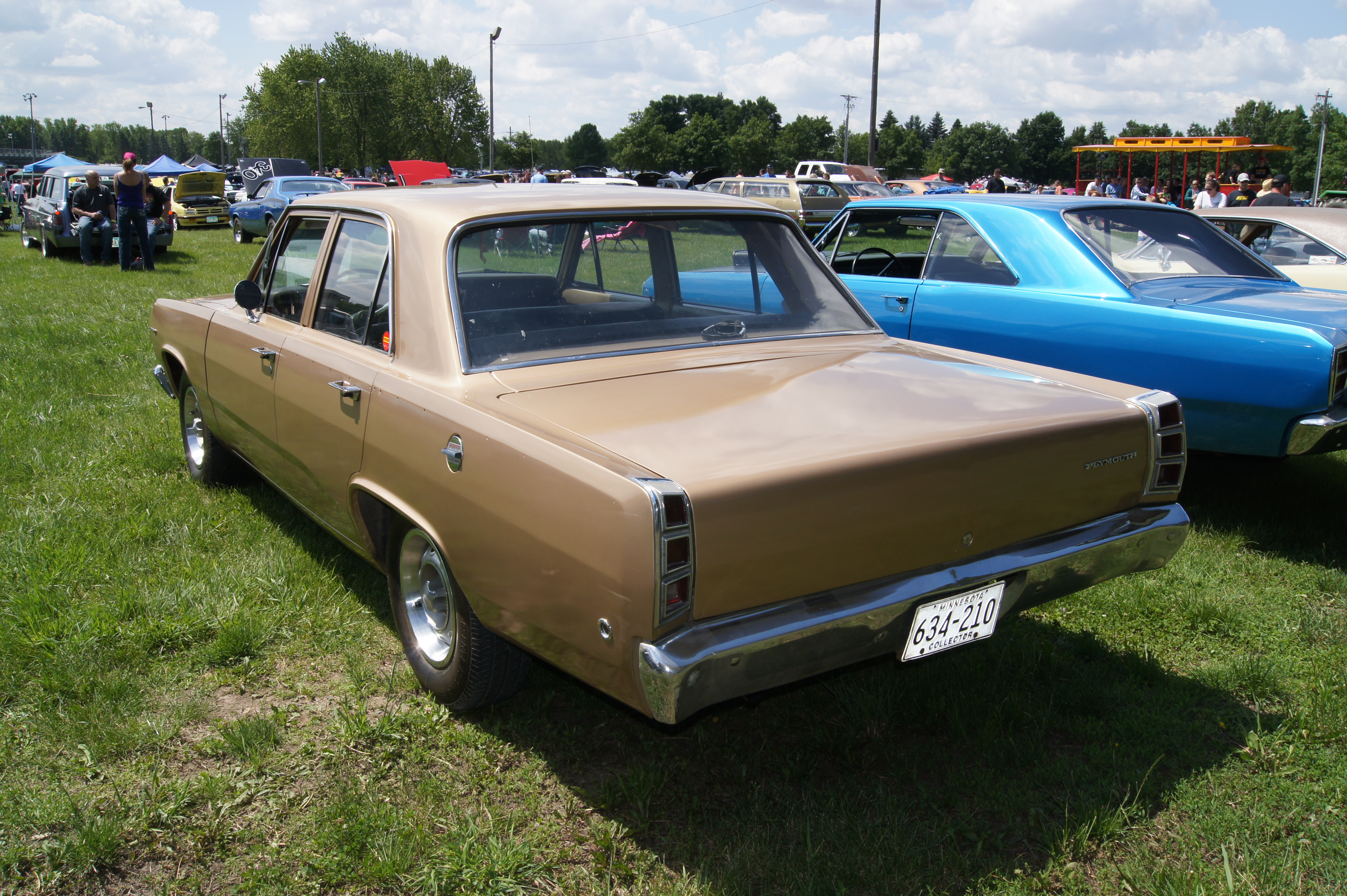
Plymouth Valiant III - tył

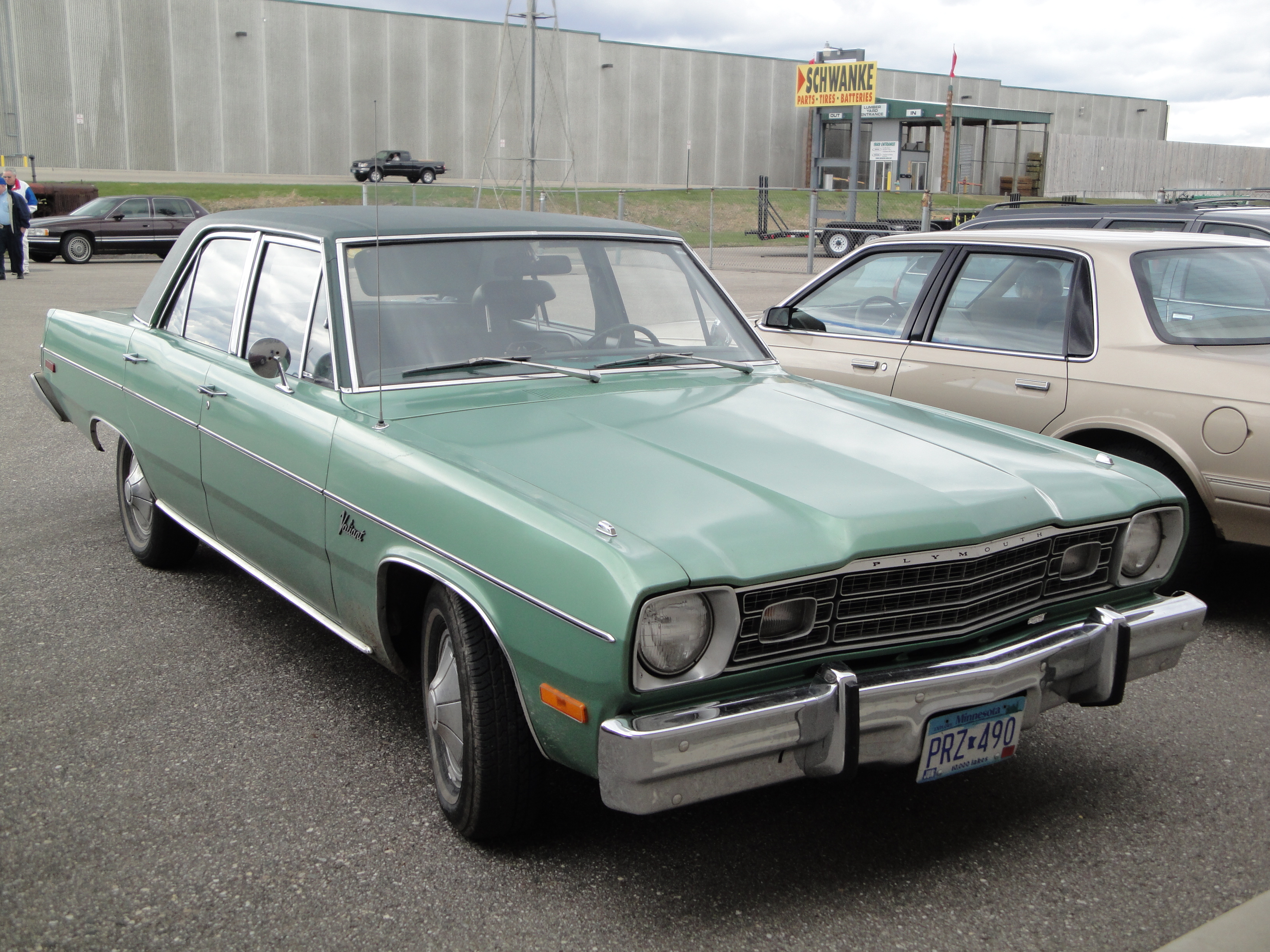
Plymouth Valiant III po liftingu

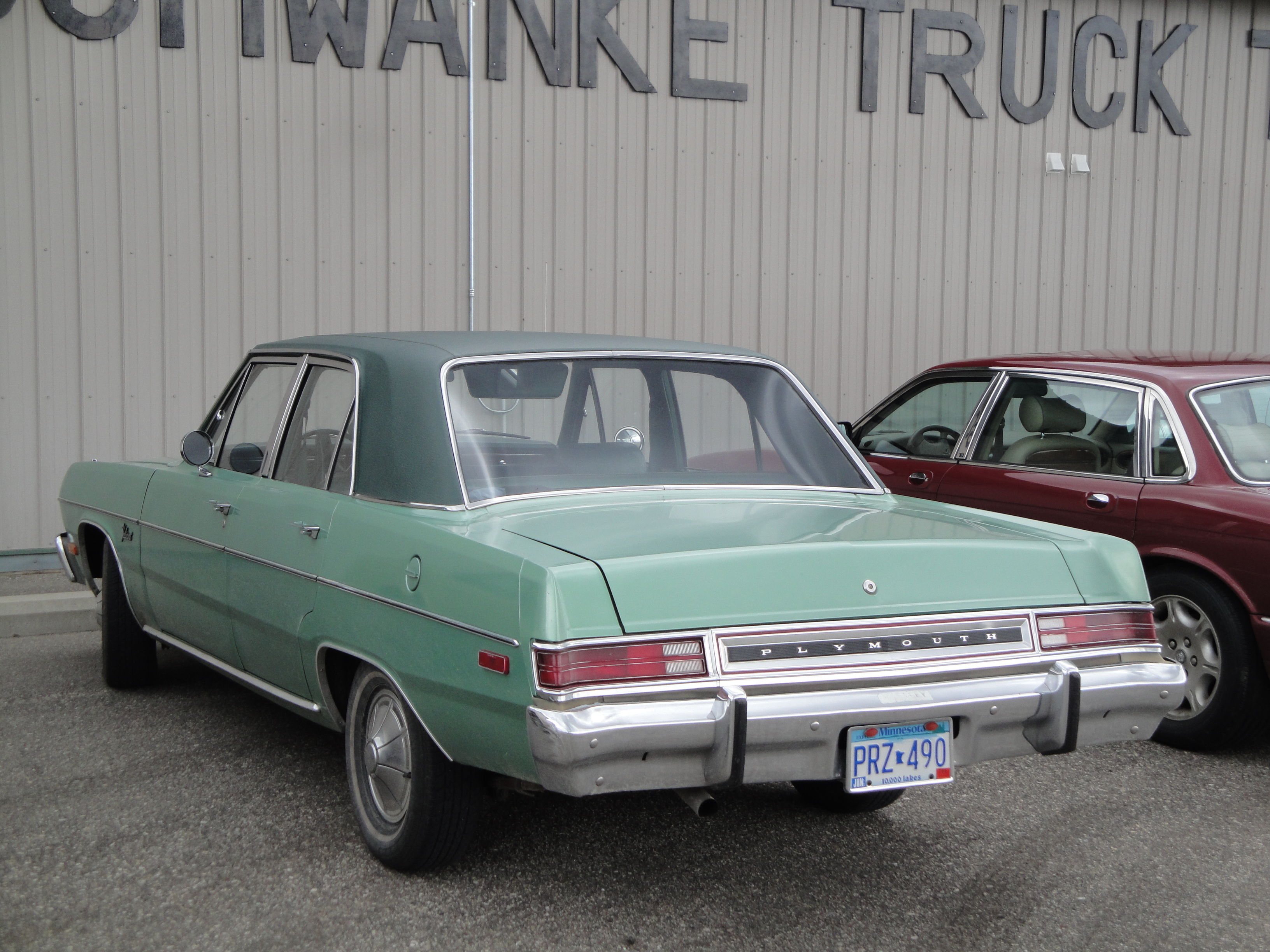
Plymouth Valiant III - tył po liftingu

Plymouth Valiant III został zaprezentowany po raz pierwszy w 1966 roku.
Trzecia i zarazem ostatnia generacja Valianta podobnie powstała we współpracy z Dodge w ramach koncernu Chrysler, przechodząc ewolucyjny zakres zmian w stosunku do poprzednika. 
Nadwozie stało się większe i smuklejsze, zyskując proste przetłoczenia. Pas przedni zdobiła podwójna atrapa chłodnicy z umieszczonymi w nich jednoczęściowych reflektorach.

### Lifting
W 1973 roku Plymouth Valiant trzeciej generacji przeszdł obszerną modernizację, zyskując zupełnie nowy wygląd zarówno pasa przedniego, jak i tylnej części nadwozia. Zmienił się kształt oświetlenia, wlotów powietrza oraz błotników. Pod tą postacią produkcja trwała do 1975 roku, po czym następcą został model Volare.

### Silniki
- L6 2.8l LG
- L6 3.2l RG
- L6 3.7l RG
- V8 4.5l LA
- V8 5.2l LA